# 施特拉赫爾山 (阿爾高阿爾卑斯山脈)
47°17′40″N 10°21′33″E / 47.29444°N 10.35917°E

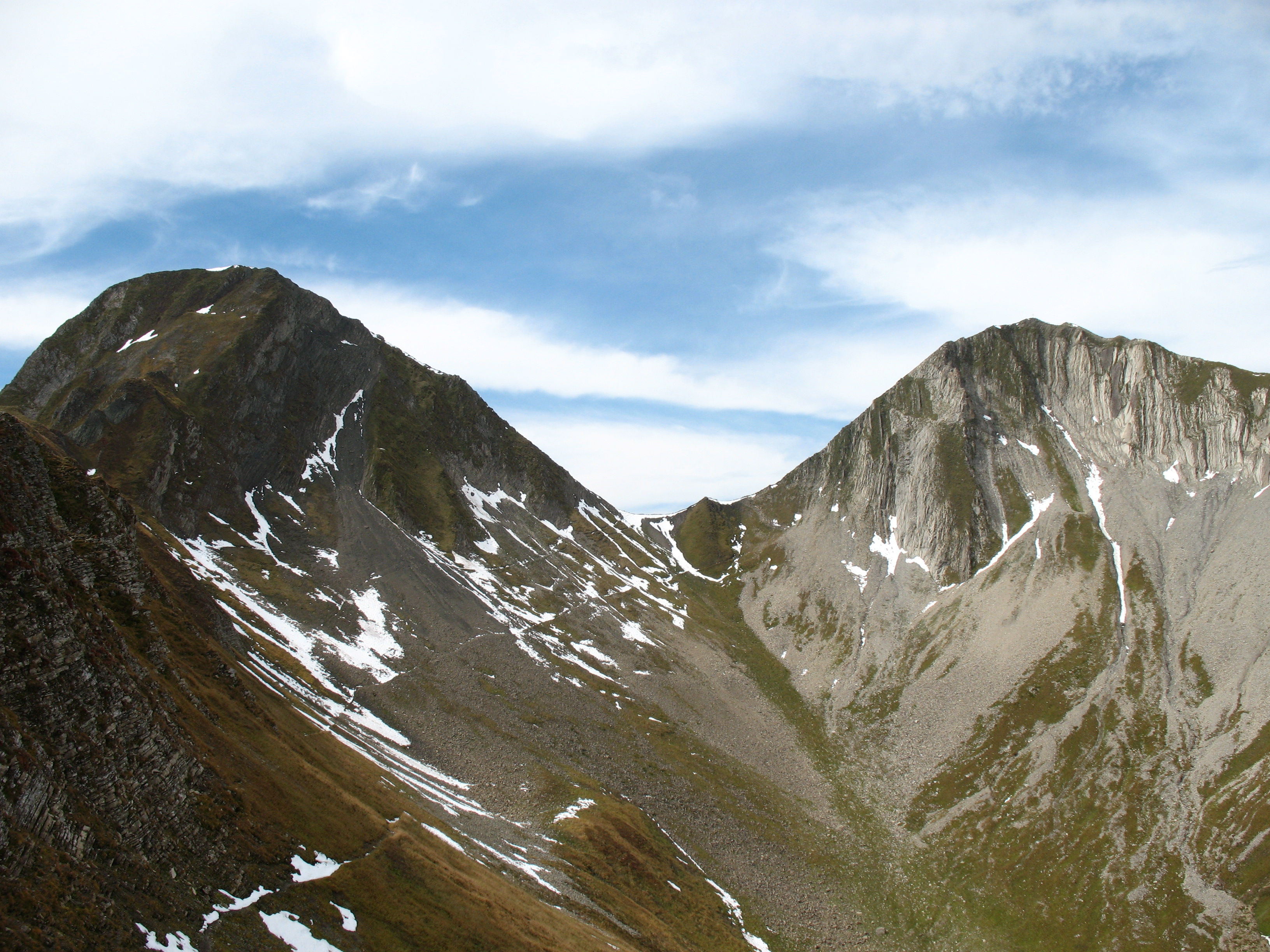

施特拉赫爾山（德語：Strahlkopf），是奧地利的山峰，位於該國西部，由蒂羅爾州負責管轄，屬於阿爾高阿爾卑斯山脈的一部分，距離羅特霍恩峰0.5公里，海拔高度2,388米。